# Fair Labor Standards Act
Le Fair Labor Standards Act (« Loi sur les normes du travail équitable »), également appelé Wages and Hours Bill (« Loi sur les salaires et le temps de travail »), est une loi fédérale américaine toujours en vigueur, approuvée par le Congrès des États-Unis le 25 juin 1938 et établissant un salaire minimal, une réglementation des heures supplémentaires et l'interdiction de l'emploi des mineurs et des enfants pour des travaux dangereux.
La loi s'applique aux employés travaillant pour une entreprise engagée dans le commerce ou produisant des biens destinés au commerce.
Il s'agit d'un texte fondamental signé au cours du New Deal de Franklin D. Roosevelt.

## Contexte
Jusqu'aux années 1910, le peuple et les intellectuels américains sont profondément consternés par la hausse des inégalités économiques.
La Grande Dépression, causant un chômage de 25 % dans les années 1930, pousse la classe intellectuelle américaine à remettre en cause les bienfaits du libéralisme, et commencent à prôner, en partie sous le poids des revendications populaires, une plus grande intervention publique au service des plus pauvres.
C'est dans ce contexte que le président Franklin Roosevelt décide d'instaurer de 1933 à 1945 l'État-providence afin de garantir un niveau de confort minimal pour tous les Américains et de réduire les inégalités économiques.

## Élaboration
Une proposition de loi pour le Fair Labor Standards Act est proposée en 1932 par le sénateur américain Hugo Black qui souhaitait originellement abaisser le travail légal hebdomadaire à 35 heures. Sa proposition a subi une vive contestation de la part de la chambre des représentants.
Une version assouplie de la proposition de loi est adoptée le 25 juin 1938, comportant une limite hebdomadaire à 40 heures, avec des heures supplémentaires devant être payés 50 % de plus et ce jusqu'à quatre heures de travail supplémentaire. La limite hebdomadaire ne s'applique pas aux policiers, aux pompiers et aux infirmiers.
Le président Franklin Roosevelt considère cette loi comme l'une des plus importantes du New Deal avec le Social Security Act.

## Contenu

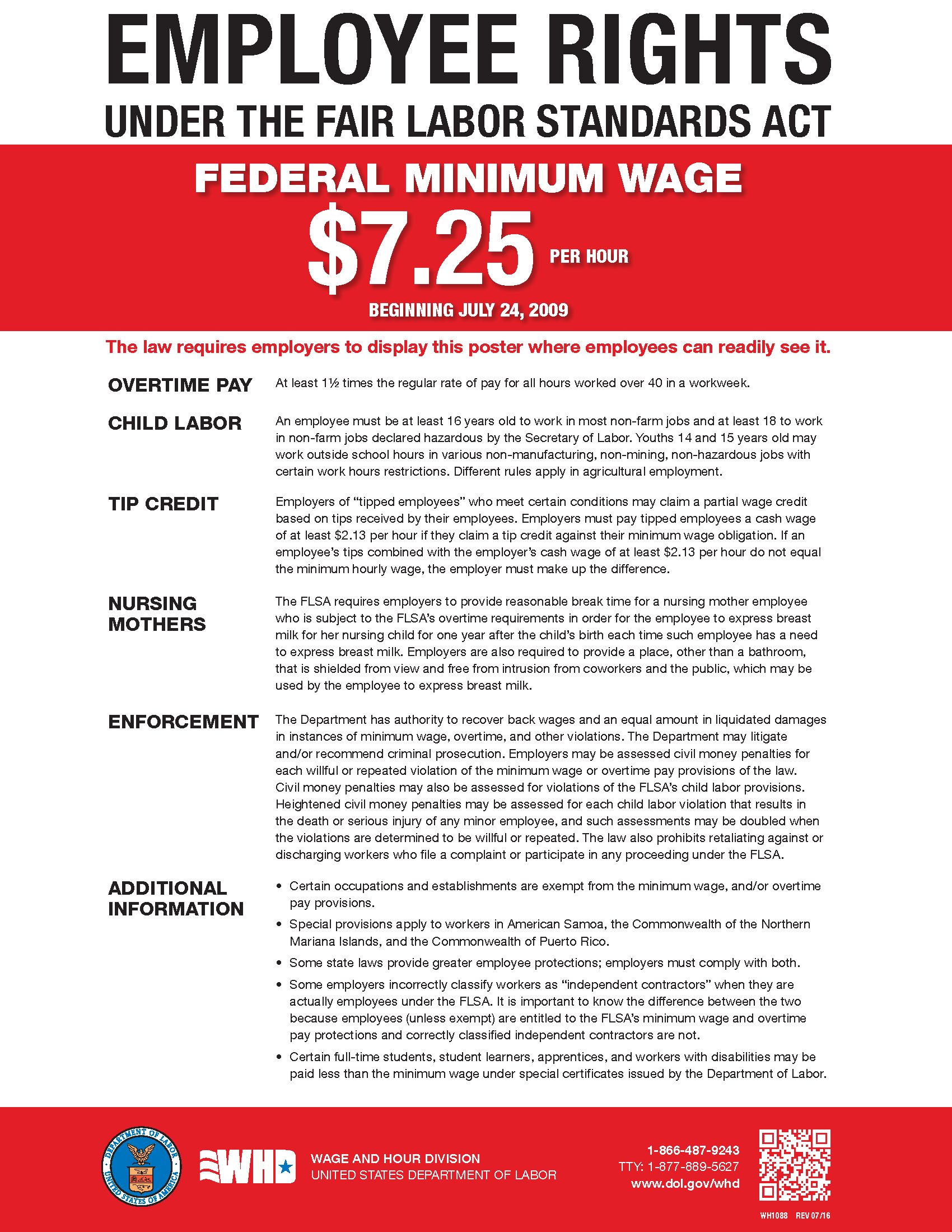
Poster de 2016 rappelant le droit des employés américains à un salaire minimum.

Le Fair Labor Standards Act s'applique aux salariés « who are engaged in interstate commerce or in the production of goods for commerce, or who are employed by an enterprise engaged in commerce or in the production of goods for commerce » (« qui sont employés dans du commerce interétatique, dans la production de biens commerciaux, ou dans une entreprise impliquée dans le commerce ou dans la production de biens commerciaux »), ce qui s'applique aux entreprises réalisant un chiffre d'affaires annuel d'au moins 500 000 $,.
Par ailleurs, la loi concerne les individus employés par un entrepreneur, ce qui implique qu'elle n'implique ni les bénévoles ni les travailleurs indépendants.
Le travail hebdomadaire est limité à 40 heures, avec des heures supplémentaires devant être payés 50 % de plus et ce jusqu'à maximum quatre heures de travail supplémentaire. Les salariés bénéficient également d'un salaire minimal horaire de 0,25 $, qui a effectivement permis d'augmenter les salaires de 700 000 travailleurs américains, et d'une restriction pour les travailleurs de moins de 16 ans (interdiction de travailler dans des mines, dans les manufactures, ou durant les heures de cours) et de moins de 18 ans (interdiction de travailler dans certains emplois considérés dangereux).
En revanche la loi ne donne aucun droit quant à des vacances ou à des congés payés pour les travailleurs.
Enfin, la loi oblige les employeurs à afficher des posters rappelant aux travailleurs leur droit à un salaire minimum, (voir image).

## Évolution

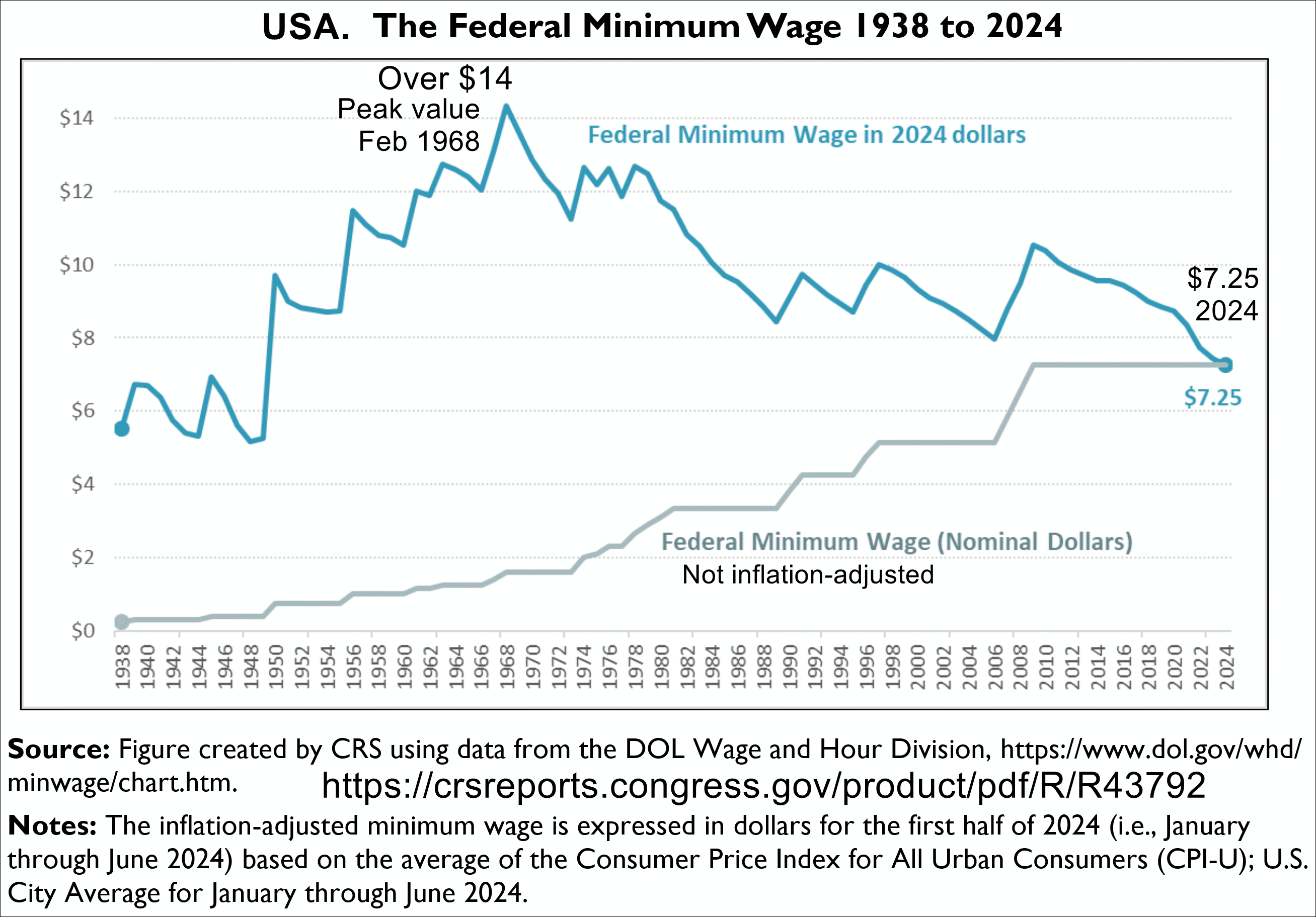
Le salaire minimum a baissé en termes réels (en rouge) de 46 % depuis février 1968,.

Sept ans après sa mise en application, le salaire horaire passe de 0,25 $ à 0,40 $. Le salaire sera relevé 20 fois jusqu'à nos jours.
Des modifications sont apportées au fil des années, notamment pour inclure les secteurs éducatif public et de construction. Le FLSA a également été élargi à certains métiers indépendants, notamment les baby-sitters et les domestiques. Désormais, il ne faut remplir qu'un des trois critères ci-dessous en tant qu'employeur pour être soumis au FLSA :
- toucher un chiffre d'affaires annuel d'au moins 500 000 $ ;
- gérer un hôpital ou un établissement éducatif ;
- faire partie d'une agence publique.

Étant donné que le FLSA n'est qu'un salaire minimum au niveau fédéral, de nos jours de nombreux États américains possèdent un salaire horaire minimum supérieur à 7,25 $.
De nos jours, le FLSA n'a toujours pas interdit ou limité le travail des personnes âgées de 16 ans ou plus, et n'impose pas de congé payé.